# Виттелсбергер, Рэй
Рэймонд Чарльз (Рэй) Виттелсбергер (англ. Raymond Charles (Ray) Wittelsberger, 16 марта 1925, Балтимор, Мэриленд — 29 августа 1980, Таусон, Мэриленд) — американский хоккеист (хоккей на траве), полевой игрок. Участник летних Олимпийских игр 1956 года.

## Биография
Рэй Виттелсбергер родился 16 марта 1925 года в американском городе Балтимор.
Во время учёбы в Балтиморском городском колледже занимался футболом, но после перехода в колледж Лойола стал играть в лякросс и дважды выигрывал первенство США. Был основателем Мэрилендского клуба лякросса.
Участвовал во Второй мировой войне, был сержантом американской армии.
Играл в хоккей на траве за «Балтимор». В 1952 году был включён в состав сборной США по хоккею на траве для участия в летних Олимпийских играх в Хельсинки, но не поехал на соревнования.
В 1956 году вошёл в состав сборной США по хоккею на траве на летних Олимпийских играх в Мельбурне, занявшей 12-е место. Играл в поле, провёл 4 матча, мячей не забивал.
По состоянию на 1956 год занимался бизнесом, связанным с оргтехникой.
Умер 29 августа 1980 года в городе Таусон в округе Балтимор. Похоронен в местности Тимониум в Балтиморе.

## Семья
Был женат на Кэрол Риппергер Виттелсбергер. У них было девять детей — Бриджет, Мэри Кэрол, Гретхен, Рэй-младший, Лори, Кёрт, Бетси, Ханс и Дженни.